# Ga Banghwa
Ga Banghwa (Tiếng Hàn: 방화역, Hanja: 傍花驛) là ga tàu điện ngầm trên Tàu điện ngầm vùng thủ đô Seoul tuyến 5. HIện nay, nó là ga cuối phía Tây của tuyến 5.

## Lịch sử
- 20 tháng 3 năm 1996: Bắt đầu hoạt động như là điểm dừng cuối cùng cùng với việc khai trương đoạn Banghwa~Kkachisan của Tàu điện ngầm Seoul tuyến 5

## Bố trí ga
| Bắt đầu·Kết thúc |
| １２ \| ３４ \|  |
| ↓ Gaehwasan      |

| １ | ●Tuyến 5 | Hướng đi Sân bay Quốc tế Gimpo · Kkachisan · Macheon → Đi ra Depot Banghwa (Một phần) |
| ２ | ●Tuyến 5 | Hướng đi Sân bay Quốc tế Gimpo · Kkachisan · Sangil-dong · Hanam Geomdansan →         |
| ３ | ●Tuyến 5 | Banghwa (Kết thúc tại ga này)                                                         |
| ４ | ●Tuyến 5 | Banghwa (Kết thúc tại ga này) Đi vào Depot Banghwa (Một phần)                         |

## Xung quanh nhà ga
| Lối ra \| 나가는 곳 \| Exit \| 出口 | Lối ra \| 나가는 곳 \| Exit \| 出口 |
| ----------------------------------- | --- |
| 1                                   | Khu phức hợp Banghwa 3~4 Trường tiểu học Seoul Chihyeon Trường tiểu học Seoul Jeonggok Trường trung học kỹ thuật Gangseo Trung tâm An toàn công cộng Banghwa 3 |
| 2                                   | Chihyeon Maeul Jeonggok Maeul Trung tâm cộng đồng Banghwa 3-dong Trung tâm An toàn Banghwa 119 Viện ngôn ngữ quốc gia Hàn Quốc Thư viện trẻ em Gilkkot         |
| 3                                   | Neung Maeoul Trường trung học Hanseo Khu phức hợp Banghwa 7~8 Trường trung học cơ sở Bangwon                                                                   |
| 4                                   | Khu phức hợp Banghwa 5~6 Trung tâm phúc lợi cộng đồng Banghwa 6 Trường tiểu học Seoul Samjeong Trường trung học cơ sở Samjeong Trung tâm Thanh niên Quốc tế    |